# Nekrolog 1849
Nekrolog
◄◄
| ◄
| 1845
| 1846
| 1847
| 1848
| 1849 | 1850 | 1851 | 1852 | 1853 | ► | ►►
Weitere Ereignisse | Allgemeiner Nekrolog 1849
Die Beschreibung der verstorbenen Person sollte so kurz wie möglich gehalten sein und nur deren signifikante Tätigkeit(en) enthalten.
Neue Namen ggf. auch unter dem Geburts- und Sterbedatum, also etwa unter 1. Januar und im Geburts- und Sterbejahr (2024) eintragen (nur bei entsprechender großer Wichtigkeit). Für Beispiele siehe die schon vorhandenen Artikel.
Außerdem über die fünf zuletzt Verstorbenen, zu denen es einen ausreichend guten Artikel für eine Präsentation auf der Hauptseite gibt, nach der todesbedingten Überarbeitung der Artikel ggf. auch unter Wikipedia Diskussion:Hauptseite informieren und sie am besten auch in den anderen Wikipedia-Sprachversionen eintragen. Tipp: Regelmäßig bei news.google.de nach „ist tot“, „gestorben“ oder „verstorben“ suchen.
Wenn eine Person gestorben ist, gibt es viele Seiten zu dieser Person in der Wikipedia, die davon auch betroffen sind und entsprechend aktualisiert werden müssen. Beispiele: Namenübersichtsseite, Geburtsjahr, Geburtsort-Seiten und viele mehr.
Wie finde ich die betroffenen Seiten?
Im Suchfeld auf der linken Seite gibt man den Suchbegriff so ein: „Vorname Nachname“. Dann klickt man auf Volltext und alle Seiten mit entsprechendem Suchtext werden aufgerufen. Hier sieht man dann schnell, wo auch das Todesjahr Sinn macht oder sogar ein Teil des Artikels angepasst werden muss. Auch hilft das „Werkzeug“ auf der linken Seite sehr gut, um solche Seiten aufzufinden: „Links auf diese Seite“. Somit ist die Wikipedia wieder aktuell in allen Bereichen! Hinweis: bei Eintragung der Kategorie „Gestorben JAHR“ wird der Missbrauchsfilter 49 ausgelöst, was jedoch nicht schlimm ist. Siehe: Spezial:Missbrauchsfilter/49
Dies ist eine Liste von im Jahr 1849 verstorbenen bekannten Persönlichkeiten. Die Einträge erfolgen innerhalb der einzelnen Daten alphabetisch sortiert. Tiere sind im Nekrolog für Tiere zu finden.

## Januar
| Tag        | Name                             | Beruf, bekannt als                                                                          | Alter | Beleg |
| ---------- | -------------------------------- | ------------------------------------------------------------------------------------------- | ----- | ----- |
| 1. Januar  | George Eden, 1. Earl of Auckland | britischer Politiker und Vizekönig von Indien (1835–1842)                                   | 64    |       |
| 1. Januar  | Georg Reinbeck                   | deutscher Schriftsteller und Ästhetiker                                                     | 82    |       |
| 2. Januar  | Micanopy                         | Seminolen-Häuptling                                                                         |       |       |
| 3. Januar  | Samuel Ludwig Schnell            | Schweizer Jurist                                                                            | 73    |       |
| 4. Januar  | Friedrich Carl Devens            | preußischer Justizkommissar und Mitglied des Westfälischen Provinziallandtags               | 66    |       |
| 4. Januar  | Franz Xaver Gabelsberger         | Erfinder des Vorläufers der Deutschen Einheitskurzschrift                                   | 59    |       |
| 6. Januar  | Hartley Coleridge                | englischer Schriftsteller                                                                   | 52    |       |
| 6. Januar  | Joanny                           | französischer Schauspieler                                                                  | 73    |       |
| 6. Januar  | Johann Caspar von Orelli         | Schweizer Klassischer Philologe                                                             | 61    |       |
| 6. Januar  | Friedrich Wilhelm von Schorlemer | Gutsherr, Autor und Politiker                                                               | 62    |       |
| 7. Januar  | Wilhelm von Eichendorff          | österreichischer Jurist und Dichter                                                         | 62    |       |
| 9. Januar  | Jan Kops                         | niederländischer reformierter Theologe und Agrarwissenschaftler                             | 83    |       |
| 9. Januar  | Louis Claude Noisette            | französischer Rosenzüchter                                                                  | 76    |       |
| 10. Januar | Ignatz Brenner von Felsach       | österreichischer Diplomat und Orientalist                                                   | 76    |       |
| 10. Januar | Karl Trainer                     | deutscher Pfarrer und Politiker                                                             | 32    |       |
| 11. Januar | Ray Greene                       | US-amerikanischer Politiker                                                                 | 83    |       |
| 11. Januar | Charles Marsh                    | US-amerikanischer Politiker                                                                 | 83    |       |
| 12. Januar | Joseph Nicolaus Peroux           | deutscher Miniaturmaler, Radierer und Lithograf der Romantik                                | 77    |       |
| 12. Januar | Joachim-Jérôme Quiot du Passage  | französischer Generalleutnant                                                               | 73    |       |
| 12. Januar | Christian Ernst Friedrich Weber  | deutscher Kaufmann und Ratsherr                                                             | 62    |       |
| 13. Januar | Jean Baptist Baison              | deutscher Theaterschauspieler, -regisseur und Schriftsteller                                | 36    |       |
| 13. Januar | Karl Georg Schuster              | deutscher lutherischer Theologe und Generalsuperintendent der Generaldiözese Lüneburg-Celle | 77    |       |
| 13. Januar | Francisco Ramón Vicuña Larraín   | Präsident von Chile                                                                         |       |       |
| 14. Januar | Wilhelm von Graevenitz           | preußischer Generalmajor                                                                    | 68    |       |
| 16. Januar | Gottfried Friedrich Raiffeisen   | deutscher Bürgermeister, Vater von F.W. Raiffeisen                                          | 66    |       |
| 18. Januar | Julius von Hößlin                | griechischer Bankier                                                                        | 46    |       |
| 18. Januar | Panoutsos Notaras                | griechischer Revolutionär und Politiker                                                     |       |       |
| 18. Januar | Christoph Ullmann                | deutscher Chirurg und Augenarzt                                                             | 75    |       |
| 19. Januar | Carl Heinrich Krauß              | deutscher Mathematiklehrer                                                                  | 36    |       |
| 20. Januar | James Dean                       | US-amerikanischer Astronom und Mathematiker                                                 | 72    |       |
| 20. Januar | Nathan Read                      | US-amerikanischer Politiker                                                                 | 89    |       |
| 22. Januar | August Wilhelm Neuber            | deutscher Arzt, Dichter und Philosoph                                                       | 67    |       |
| 22. Januar | Robert Siegismund Schanz         | deutscher Jurist und Bürgermeister                                                          |       |       |
| 24. Januar | Leopold Trattinnick              | österreichischer Botaniker und Mykologe                                                     | 84    |       |
| 25. Januar | Elias Parish Alvars              | englischer Harfenist und Komponist                                                          | 40    |       |
| 26. Januar | Thomas Lovell Beddoes            | englischer Dichter                                                                          | 45    |       |
| 27. Januar | Carl Friedrich Kunz              | deutscher Schriftsteller und Verleger                                                       | 63    |       |
| 27. Januar | Julius August Ludwig Wegscheider | protestantischer Theologe                                                                   | 77    |       |
| 28. Januar | Rudolf Burnitz                   | deutscher Architekt                                                                         | 60    |       |
| 28. Januar | Johann Friedrich von Meyer       | deutscher Jurist, evangelischer Theologe und Politiker                                      | 76    |       |
| 28. Januar | David L. Morril                  | US-amerikanischer Politiker                                                                 | 76    |       |
| 29. Januar | Titus Brown                      | US-amerikanischer Politiker                                                                 | 62    |       |
| 29. Januar | Johann Josef Wilhelm Lux         | deutscher Veterinärmediziner                                                                | 72    |       |
| 30. Januar | Peter De Wint                    | englischer Landschaftsmaler                                                                 | 65    |       |
| 31. Januar | Johann von Gott Fröhlich         | deutscher klassischer Philologe                                                             | 58    |       |

## Februar
| Tag         | Name                                  | Beruf, bekannt als | Alter | Beleg |
| ----------- | ------------------------------------- | --- | ----- | ----- |
| 1. Februar  | Moriz von Rauch                       | deutscher Papierfabrikant | 54    |       |
| 2. Februar  | Mullah Husayn                         | erster Buchstabe des Lebendigen |       |       |
| 2. Februar  | Benjamin W. Leigh                     | US-amerikanischer Politiker | 67    |       |
| 2. Februar  | Karl Friedrich Schenck                | deutscher Amtsvogt und Autor |       |       |
| 3. Februar  | James McSherry                        | US-amerikanischer Politiker | 72    |       |
| 5. Februar  | Jean Auguste Durosnel                 | französischer General der Kavallerie | 77    |       |
| 5. Februar  | Ulrike von Kleist                     | preußische Adlige und Halbschwester Heinrich von Kleists | 74    |       |
| 6. Februar  | Benjamin Alden Bidlack                | US-amerikanischer Politiker | 44    |       |
| 6. Februar  | Robert Desha                          | US-amerikanischer Politiker | 58    |       |
| 7. Februar  | Karl Gustav Schmalz                   | deutscher Arzt und Autor | 73    |       |
| 8. Februar  | François-Antoine Habeneck             | französischer Violinist und Komponist | 68    |       |
| 8. Februar  | France Prešeren                       | slowenischer Dichter | 48    |       |
| 9. Februar  | Torkel Baden                          | dänischer Philologe und Kunsthistoriker | 83    |       |
| 11. Februar | Christian Friedrichs                  | deutscher Verwaltungsjurist | 61    |       |
| 11. Februar | Luigi Grati                           | italienischer Ordensgeistlicher, Generalprior der Serviten und Kurienbischof                                                                                             | 85    |       |
| 12. Februar | Wilhelm Benedikt von Clausewitz       | preußischer Generalmajor | 75    |       |
| 12. Februar | John Lyde Wilson                      | US-amerikanischer Politiker und Gouverneur von South Carolina (1822–1824)                                                                                                | 64    |       |
| 12. Februar | Carl von Zeipel                       | schwedischer Schriftsteller | 55    |       |
| 13. Februar | Christian Rummel                      | deutscher Musikpädagoge, Pianist, Komponist, Clarinettist, Vionilist | 61    |       |
| 15. Februar | Hartwig Hesse                         | deutscher Kaufmann und Stifter | 70    |       |
| 15. Februar | Franz von Meding                      | hannoverscher Berghauptmann und Kabinettsminister | 83    |       |
| 15. Februar | Albrecht Friedrich Stettler           | Schweizer Rechtswissenschaftler und Politiker | 52    |       |
| 15. Februar | Pierre-François Verhulst              | belgischer Mathematiker | 44    |       |
| 16. Februar | Wilhelm Carl Friedrich von Burgsdorff | Landstallmeister am Hauptgestüt Trakehnen | 73    |       |
| 17. Februar | Daniel-Victor Manglard                | französischer römisch-katholischer Geistlicher und Bischof von Saint-Dié                                                                                                 | 57    |       |
| 17. Februar | Waldemar von Preußen                  | preußischer Prinz und Generalmajor | 31    |       |
| 18. Februar | Valentin Lechner                      | österreichischer Komponist, Organist und Verwaltungsbeamter | 72    |       |
| 22. Februar | Alexander Fesca                       | deutscher Komponist und Pianist | 28    |       |
| 24. Februar | Joseph Adamy                          | nassauischer Politiker | 71    |       |
| 24. Februar | Wenzel Zaleski                        | polnischer Adliger, Dichter, Schriftsteller, Folkloreforscher, Theaterkritiker, politischer Aktivist und als erster Pole österreichischer Gouverneur von Galizien (1848) | 49    |       |
| 25. Februar | Jean-Baptiste Desnoyers               | französischer römisch-katholischer Geistlicher, Trappist, Karmelit, Klostergründer und Klosteroberer                                                                     | 80    |       |
| 26. Februar | Mariano Rivera Paz                    | guatemaltekischer Präsident | 44    |       |
| 28. Februar | Josepha von Siebold                   | deutsche Geburtshelferin und erste deutsche Ehrendoktorin | 77    |       |

## März
| Tag      | Name                                  | Beruf, bekannt als                                                             | Alter | Beleg |
| -------- | ------------------------------------- | ------------------------------------------------------------------------------ | ----- | ----- |
| 1. März  | Karl Christian von Berckheim          | badischer Politiker                                                            | 74    |       |
| 3. März  | Benedict Arnold                       | US-amerikanischer Politiker                                                    | 68    |       |
| 4. März  | Elisabeth Eleonore Bernhardi          | deutsche Schriftstellerin und Frauenrechtlerin                                 | 80    |       |
| 4. März  | Henriette Hendel-Schütz               | deutsche Schauspielerin und Pantomimin                                         | 77    |       |
| 4. März  | Pietro Ostini                         | italienischer Geistlicher, Kurienkardinal                                      | 73    |       |
| 5. März  | Mary Lyon                             | US-amerikanische Pädagogin und Frauenrechtlerin                                | 52    |       |
| 5. März  | Georg Friedrich Raschke               | deutscher Historien-, Porträt- und Landschaftsmaler                            | 76    |       |
| 5. März  | Alois Joseph Schrenck von Notzing     | Weihbischof in Olmütz; Erzbischof von Prag; Kanzler der Karlsuniversität       | 46    |       |
| 6. März  | Johann Jakob Hug                      | Schweizer Jurist und Politiker                                                 | 48    |       |
| 7. März  | Johann Michael Rößler                 | Möbelschreiner in Untermünkheim                                                | 57    |       |
| 7. März  | Gustav Friedrich Wohlbrück            | deutscher Theaterschauspieler und -regisseur                                   | 55    |       |
| 9. März  | John Blanchard                        | US-amerikanischer Politiker                                                    | 61    |       |
| 10. März | Aloys von Rechberg                    | deutscher Diplomat und Politiker                                               | 82    |       |
| 10. März | John Thynne, 3. Baron Carteret        | britischer Adliger und Politiker                                               | 76    |       |
| 12. März | Maria Christina von Neapel-Sizilien   | Königin von Sardinien-Piemont                                                  | 70    |       |
| 12. März | Robert B. McAfee                      | US-amerikanischer Politiker                                                    | 65    |       |
| 12. März | Thomas Morris                         | US-amerikanischer Jurist und Politiker                                         | 78    |       |
| 12. März | Joseph Sadler                         | ungarischer Botaniker                                                          | 57    |       |
| 13. März | Simon Weinzierl                       | Brauereistifter und Landtagsabgeordneter                                       | 63    |       |
| 14. März | Albert Gallatin Hawes                 | US-amerikanischer Politiker                                                    | 44    |       |
| 14. März | Ellen Sharples                        | britische Porträtmalerin und Kunststickerin                                    | 80    |       |
| 15. März | David Scott                           | schottischer Maler                                                             |       |       |
| 16. März | Dorothea von Ertmann                  | deutsche Pianistin                                                             | 67    |       |
| 16. März | Therese Eunicke                       | deutsche Schauspielerin                                                        | 74    |       |
| 17. März | Giuseppe Mezzofanti                   | italienischer Kardinal; gilt als eines der größten Sprachgenies der Geschichte | 74    |       |
| 17. März | Wilhelm II.                           | König der Niederlande                                                          | 56    |       |
| 18. März | Martin Münz                           | deutscher Anatom und Hochschullehrer                                           | 70    |       |
| 19. März | Franz Xaver Niemetschek               | tschechischer Philosoph, Lehrer und Musikkritiker                              | 82    |       |
| 19. März | August Seebeck                        | deutscher Physiker                                                             | 43    |       |
| 20. März | Rodolphus Dickinson                   | US-amerikanischer Politiker                                                    | 51    |       |
| 20. März | José Bernardo Escobar                 | guatemaltekischer Präsident                                                    | 51    |       |
| 23. März | Johann Jacob Grümbke                  | deutscher Heimatforscher auf Rügen                                             | 77    |       |
| 23. März | Andrés Manuel del Río                 | spanischer Mineraloge und Chemiker                                             | 84    |       |
| 24. März | Johann Wolfgang Döbereiner            | deutscher Chemiker                                                             | 68    |       |
| 26. März | August Wiebker                        | deutscher Jurist, Mitglied der Frankfurter Nationalversammlung                 | 45    |       |
| 27. März | Archibald Acheson, 2. Earl of Gosford | britischer Politiker                                                           | 72    |       |
| 28. März | Stephan Ladislaus Endlicher           | österreichischer Botaniker und Sinologe                                        | 44    |       |
| 29. März | Ettore Perrone di San Martino         | italienischer General                                                          | 60    |       |
| 30. März | Ernst von Hügel                       | württembergischer General und Staatsminister                                   | 75    |       |
| 31. März | Georg Friedrich Heinrich Rheinwald    | deutscher evangelischer Theologe und Kirchenhistoriker                         | 46    |       |
| März     | James Justinian Morier                | britischer Diplomat, Reisender und Schriftsteller                              |       |       |

## April
| Tag       | Name                           | Beruf, bekannt als | Alter | Beleg |
| --------- | ------------------------------ | --- | ----- | ----- |
| 1. April  | Lodovico Pavoni                | italienischer Priester, Gründer der römisch-katholischen Kongregation der Söhne der Maria Immaculata                                                                           | 64    |       |
| 3. April  | Juliusz Słowacki               | polnischer Dichter | 39    |       |
| 4. April  | James Martin Bell              | US-amerikanischer Politiker | 52    |       |
| 4. April  | August von Hartmann            | württembergischer Beamter | 84    |       |
| 4. April  | George Friedrich Hartung       | deutscher Buchdrucker, Verleger und in dritter Generation Herausgeber der in Königsberg erschienenen Königlich privilegierten preußischen Staats-, Kriegs- und Friedenszeitung | 66    |       |
| 5. April  | Johann Christian Krampe        | deutscher Opernsänger (Bass), Theaterschauspieler, -regisseur und -leiter | 74    |       |
| 5. April  | Ludwig Theodor Preußer         | schleswig-holsteinischer Unteroffizier | 26    |       |
| 6. April  | Friedrich Konrad Griepenkerl   | deutscher Germanist, Pädagoge, Musikwissenschaftler und Dirigent | 66    |       |
| 6. April  | Jan Svatopluk Presl            | tschechischer Zoologe | 57    |       |
| 7. April  | Josef Franz Karl Amrhyn        | Schweizer Bundeskanzler | 49    |       |
| 7. April  | Lothar Herquet                 | deutscher Jurist, Mitglied der kurhessischen Ständeversammlung | 81    |       |
| 7. April  | Friedrich Wilhelm Rettberg     | deutscher evangelischer Kirchenhistoriker und Theologe | 43    |       |
| 9. April  | Julius Maximilian Schottky     | deutscher Volkskundler, Schriftsteller und Journalist | 51    |       |
| 10. April | Christian Götz                 | österreichischer Generalmajor |       |       |
| 13. April | Théophile Marion Dumersan      | französischer Theaterdichter, Lyriker, Librettist und Numismatiker | 69    |       |
| 14. April | Ján Hollý                      | slowakischer Dichter und Übersetzer | 64    |       |
| 14. April | Franz Xaver Told               | österreichischer Bühnenschriftsteller und Dichter | 56    |       |
| 16. April | Benjamin Harrison Reeves       | US-amerikanischer Politiker | 62    |       |
| 18. April | Carlo Rossi                    | italienisch-russischer Architekt | 73    |       |
| 21. April | Joachim Moritz Wilhelm Baumann | deutscher Jurist und Gutsbesitzer, Mitglied der Ersten Kammer der Sächsischen Ständeversammlung                                                                                | 82    |       |
| 21. April | Conrad von Heiligenstein       | deutscher Jurist und Astronom | 74    |       |
| 24. April | Johann Christoph Freyeisen     | deutscher Publizist, Musikschriftsteller und Librettist | 46    |       |
| 26. April | Carl Gottlieb von Kleist       | dänischer Generalmajor | 71    |       |
| 27. April | William B. Cooper              | US-amerikanischer Politiker | 77    |       |
| 27. April | John Tolley Hood Worthington   | US-amerikanischer Politiker | 60    |       |
| 28. April | René Primevère Lesson          | französischer Arzt und Naturforscher | 55    |       |
| 29. April | Adelheid von Carolath-Beuthen  | deutsche Autorin, Briefschreiberin und Landschaftsmalerin | 52    |       |
| 29. April | James De La Montanya           | US-amerikanischer Politiker | 51    |       |
| 29. April | Jean-Gabriel Prêtre            | französisch-schweizerischer Tiermaler | 80    |       |

## Mai
| Tag     | Name                                       | Beruf, bekannt als | Alter | Beleg |
| ------- | ------------------------------------------ | --- | ----- | ----- |
| 1. Mai  | Isaak Bernays                              | deutscher Rabbiner | 56    |       |
| 2. Mai  | David Hendrik Chassé                       | niederländischer General                                                                                                 | 84    |       |
| 2. Mai  | Amalie Haehnel                             | österreichische Opernsängerin (Alt, Mezzosopran) und Gesangspädagogin                                                    |       |       |
| 2. Mai  | Johann Georg Müller                        | Schweizer Architekt | 26    |       |
| 2. Mai  | Emil Rabe von Pappenheim                   | hessischer Diplomat | 51    |       |
| 3. Mai  | Max Schneckenburger                        | Dichter | 30    |       |
| 4. Mai  | Eustaquio Méndez                           | bolivianischer Militärführer                                                                                             | 64    |       |
| 5. Mai  | Ferdinand von Maltzan                      | deutscher Rittergutsbesitzer und mecklenburgischer Erblandmarschall (Wenden)                                             | 70    |       |
| 5. Mai  | Sebastian de Neufville                     | deutscher Bankier und Politiker der Freien Stadt Frankfurt                                                               | 58    |       |
| 5. Mai  | Vicente Salvá                              | spanischer Politiker, Bibliophiler, Romanist, Hispanist, Grammatiker und Lexikograf, der vor allem in Frankreich wirkte  | 62    |       |
| 6. Mai  | Robert von Benz                            | bayerisch-österreichischer Jurist, Beamter, Landmann und Gouverneursverweser von Tirol                                   | 69    |       |
| 6. Mai  | James D. Breckinridge                      | US-amerikanischer Politiker                                                                                              |       |       |
| 7. Mai  | Charles Fisher                             | US-amerikanischer Politiker                                                                                              | 59    |       |
| 7. Mai  | Olry Worms de Romilly                      | französischer Bankier | 89    |       |
| 7. Mai  | Gutle Rothschild                           | Ehefrau des Bankiers Mayer Amschel Rothschild, Gründer des Bankhauses Rothschild                                         | 95    |       |
| 8. Mai  | Jean-Louis-Auguste Loiseleur-Deslongchamps | französischer Arzt und Botaniker                                                                                         | 75    |       |
| 8. Mai  | Cuthbert Powell                            | US-amerikanischer Politiker                                                                                              | 74    |       |
| 9. Mai  | Wilhelm Adolph Haußner                     | deutscher Arzt und Stadtverordneter in Pirna, Revolutionär (1848/49) und Aufständischer beim Dresdner Maiaufstand (1849) | 30    |       |
| 9. Mai  | Dutee Jerauld Pearce                       | US-amerikanischer Politiker                                                                                              | 60    |       |
| 9. Mai  | Gottlieb Friedrich von Stump               | deutscher Politiker und Verwaltungsbeamter                                                                               | 57    |       |
| 9. Mai  | Robert Thomas Wilson                       | britischer General und Politiker                                                                                         | 71    |       |
| 10. Mai | Michael Huemer                             | österreichischer Bauernrechtler                                                                                          |       |       |
| 10. Mai | Katsushika Hokusai                         | japanischer Ukiyo-e-Künstler                                                                                             |       |       |
| 10. Mai | Ludwig von Milewski                        | polnischer Maler | 23    |       |
| 11. Mai | Wilhelm von Münchhausen                    | deutscher Oberlandforstmeister und Mitglied der kurhessischen Ständeversammlung                                          | 58    |       |
| 11. Mai | Otto Nicolai                               | deutscher Komponist | 38    |       |
| 11. Mai | Julie Récamier                             | französische Salondame                                                                                                   | 71    |       |
| 11. Mai | Stephan Ludwig Roth                        | siebenbürgisch-sächsischer Schriftsteller, Schulreformer und Politiker                                                   | 52    |       |
| 12. Mai | Laurenz Lersch                             | deutscher Klassischer Philologe                                                                                          | 37    |       |
| 13. Mai | Alexander von Kielmansegg                  | deutscher Offizier in österreichischen Diensten, zuletzt Oberst                                                          | 43    |       |
| 14. Mai | Johann Abraham von den Steinen             | deutscher Bürgermeister                                                                                                  | 68    |       |
| 16. Mai | Karl Anton Stephan Paul von La Roche-Aymon | preußisch-französischer General                                                                                          | 77    |       |
| 16. Mai | Firmin Massot                              | Schweizer Porträt- und Genremaler                                                                                        | 83    |       |
| 18. Mai | Samuel Amsler                              | Schweizer Kupferstecher                                                                                                  | 57    |       |
| 18. Mai | Daniel Duncan                              | US-amerikanischer Politiker                                                                                              | 42    |       |
| 18. Mai | Ernst von Seydlitz                         | Pädagoge und Geograph | 65    |       |
| 19. Mai | Theodor Heinsius                           | deutscher Sprachforscher und Lexikograph                                                                                 | 78    |       |
| 19. Mai | Nesbit Willoughby                          | britischer Militär und Marineoffizier                                                                                    |       |       |
| 21. Mai | Heinrich Hentzi von Arthurm                | österreichischer Generalmajor                                                                                            | 63    |       |
| 22. Mai | Maria Edgeworth                            | irische Schriftstellerin                                                                                                 | 82    |       |
| 22. Mai | Girolamo Ramorino                          | italienischer General in französischen und polnischen Diensten                                                           | 57    |       |
| 24. Mai | Edward Knatchbull, 9. Baronet              | britischer Politiker der Conservative Party, Mitglied des House of Commons                                               | 67    |       |
| 25. Mai | Christian Prinz                            | Jurist, Verwaltungsbeamter und Landtagsabgeordneter                                                                      | 47    |       |
| 25. Mai | Benjamin D’Urban                           | britischer Armeeoffizier und Gouverneur                                                                                  |       |       |
| 25. Mai | Karl Venturini                             | deutscher Theologe und Schriftsteller                                                                                    | 81    |       |
| 27. Mai | Wincenty Kasprzycki                        | polnischer Maler |       |       |
| 28. Mai | Anne Brontë                                | britische Schriftstellerin                                                                                               | 29    |       |
| 28. Mai | James G. Clinton                           | US-amerikanischer Jurist, Politiker und Offizier                                                                         | 45    |       |
| 28. Mai | Julius Kell                                | deutscher Pädagoge, MdL                                                                                                  | 36    |       |
| 29. Mai | Pierre Landerset                           | Schweizer Politiker und Staatsrat                                                                                        | 68    |       |
| 30. Mai | Hermann Gottfried Horn                     | deutscher evangelisch-lutherischer Theologe                                                                              | 60    |       |
| 31. Mai | Josef Marlin                               | siebenbürgischer Schriftsteller und Journalist                                                                           | 24    |       |

## Juni
| Tag      | Name                                           | Beruf, bekannt als                                                                             | Alter | Beleg |
| -------- | ---------------------------------------------- | ---------------------------------------------------------------------------------------------- | ----- | ----- |
| 1. Juni  | Maria Elisabeth in Bayern                      | Fürstin von Wagram, Herzogin von Neufchâtel                                                    | 65    |       |
| 1. Juni  | Franz Josef Hadatsch                           | österreichischer Beamter und Schriftsteller                                                    | 51    |       |
| 1. Juni  | Wilhelm Adolf Lindau                           | deutscher Jurist, Übersetzer und Schriftsteller                                                | 75    |       |
| 3. Juni  | François de Fossa                              | französischer Offizier, Komponist und Gitarrist                                                | 73    |       |
| 3. Juni  | Tommaso Pasquale Gizzi                         | italienischer Geistlicher, Kardinalstaatssekretär                                              | 61    |       |
| 3. Juni  | Angelo Masina                                  | italienischer Freiheitskämpfer während des Risorgimento                                        | 33    |       |
| 3. Juni  | Joseph Schweizer                               | bayerischer Kommunalpolitiker                                                                  | 54    |       |
| 4. Juni  | Marguerite, Countess of Blessington            | britisch-irische Schriftstellerin, Klatschkolumnistin und Salonière und Schönheit              | 59    |       |
| 4. Juni  | Philipp August Feddern                         | deutscher Turner und Turnpädagoge                                                              | 49    |       |
| 4. Juni  | Johann Conrad Firnhaber von Eberstein          | Landtagsabgeordneter Großherzogtum Hessen                                                      | 72    |       |
| 4. Juni  | Joseph Heller                                  | deutscher Kaufmann, Heimatforscher und Sammler                                                 | 50    |       |
| 6. Juni  | Dietrich Wilhelm von Levetzow                  | deutsch-dänischer Bemater, Autor ud übersetzer                                                 | 63    |       |
| 6. Juni  | Albert Muchar                                  | österreichischer Universitätsprofessor, Historiker, Schriftsteller und Priester                | 62    |       |
| 6. Juni  | Wilhelm von Neitschütz                         | preußischer Jurist, Mitglied der Frankfurter Nationalversammlung und des Preußischen Landtages | 47    |       |
| 7. Juni  | Robert McCoy                                   | US-amerikanischer Politiker                                                                    |       |       |
| 8. Juni  | Karl Neuhaus                                   | Schweizer Politiker                                                                            | 53    |       |
| 9. Juni  | Marie Eléonore Godefroid                       | französische Malerin                                                                           | 70    |       |
| 9. Juni  | Eduard Regenbrecht                             | deutscher Rechtswissenschaftler                                                                | 57    |       |
| 10. Juni | Alois von Beckh-Widmanstätten                  | österreichischer Naturwissenschaftler                                                          | 94    |       |
| 10. Juni | Thomas Robert Bugeaud de la Piconnerie         | französischer General und Marschall von Frankreich                                             | 64    |       |
| 10. Juni | Friedrich Kalkbrenner                          | deutscher Pianist und Komponist                                                                | 63    |       |
| 10. Juni | Christian Friedrich Paritius                   | deutscher Kommunalpolitiker und Historiker                                                     | 74    |       |
| 10. Juni | Georg Friedrich Pohl                           | deutscher Naturwissenschaftler und Naturphilosoph                                              | 61    |       |
| 11. Juni | Wilhelm Caspar Joseph Höffgen                  | ostfriesischer Orgelbauer                                                                      |       |       |
| 11. Juni | Eusebio Guilarte Vera                          | bolivianischer Politiker                                                                       | 43    |       |
| 12. Juni | Angelica Catalani                              | italienische Opernsängerin                                                                     | 69    |       |
| 13. Juni | Colomba Antonietti                             | italienische Freiheitskämpferin während des Risorgimento                                       | 22    |       |
| 13. Juni | Franz Salomon Wyss                             | Schweizer Militärperson                                                                        | 53    |       |
| 15. Juni | James K. Polk                                  | elfter Präsident der Vereinigten Staaten                                                       | 53    |       |
| 16. Juni | Gilbert Bachelu                                | französischer General und Politiker                                                            | 72    |       |
| 16. Juni | Wilhelm Martin Leberecht de Wette              | deutscher Theologe                                                                             | 69    |       |
| 17. Juni | Bernabé Somoza                                 | nicaraguanischer Anführer des Aufstandes in Rivas 1849                                         | 33    |       |
| 18. Juni | Joseph Kellerhoven                             | deutscher Maler                                                                                | 60    |       |
| 20. Juni | William Clift                                  | britischer Naturforscher                                                                       | 74    |       |
| 20. Juni | James Clarence Mangan                          | irischer Lyriker                                                                               | 46    |       |
| 21. Juni | Gustav Adolph Schlöffel                        | Revolutionär während der Märzrevolution                                                        | 20    |       |
| 23. Juni | Albin von Wentzky                              | preußischer Landrat                                                                            | 45    |       |
| 24. Juni | Bodindecha                                     | Politiker und General der frühen Rattanakosin-Ära                                              |       |       |
| 24. Juni | Gottlob Traugott Gabler                        | evangelischer Kantor zu Freyburg (Unstrut) und Ortschronist                                    | 49    |       |
| 24. Juni | Wilhelm Ludwig Viktor Henckel von Donnersmarck | preußischer Generalleutnant                                                                    | 73    |       |
| 25. Juni | Ferdinand Florens Fleck                        | deutscher evangelischer Theologe                                                               | 49    |       |
| 25. Juni | Charles Kinsey                                 | US-amerikanischer Politiker                                                                    |       |       |
| 26. Juni | Caleb Baker                                    | US-amerikanischer Jurist und Politiker                                                         |       |       |
| 26. Juni | Joseph Anton Dreher                            | deutscher Orgelbauer                                                                           | 54    |       |
| 26. Juni | Johann Georg Florschütz                        | deutscher evangelischer Geistlicher                                                            | 70    |       |
| 26. Juni | Anton von Spaun                                | österreichischer Literaturhistoriker und Volkskundler                                          | 59    |       |
| 26. Juni | Karl Gottlob Zumpt                             | deutscher klassischer Philologe                                                                | 57    |       |
| 28. Juni | Maximilien Joseph Moll                         | deutscher Uhrmacher und Revolutionär                                                           | 35    |       |
| 30. Juni | Carl Theodor Greiner                           | deutscher Redakteur und Revolutionär (1848/49)                                                 | 27    |       |
| 30. Juni | Luciano Manara                                 | italienischer Freiheitskämpfer und Soldat                                                      |       |       |
| 30. Juni | Elisha J. Winter                               | US-amerikanischer Politiker                                                                    | 67    |       |
| Juni     | Jean Marc Bourgery                             | französischer Anatom                                                                           | 52    |       |

## Juli
| Tag      | Name                               | Beruf, bekannt als                                                               | Alter | Beleg |
| -------- | ---------------------------------- | -------------------------------------------------------------------------------- | ----- | ----- |
| 1. Juli  | Isaac Ascher Francolm              | jüdischer Prediger und religiöser Lehrer                                         | 60    |       |
| 1. Juli  | Wilhelm Stein                      | deutscher Bergwerksingenieur und evangelischer Pfarrer                           | 41    |       |
| 2. Juli  | Áron Gábor                         | Artillerieoffizier in der ungarischen Revolution 1848/1849                       | 34    |       |
| 2. Juli  | Wilhelm von Quadt-Wykradt-Isny     | Herr der Stadt Isny, MdL (Württemberg)                                           | 66    |       |
| 3. Juli  | Carl Adolph Heinrich Heß           | deutscher Maler                                                                  |       |       |
| 3. Juli  | Karl Georg Jacob                   | deutscher Lehrer und Historiker                                                  | 53    |       |
| 5. Juli  | Mathilde Waldhauser                | deutsche Opernsängerin und Sopranistin                                           |       |       |
| 7. Juli  | Goffredo Mameli                    | Autor der italienischen Nationalhymne                                            | 21    |       |
| 8. Juli  | Karl Rudolf Tanner                 | Schweizer Jurist, Dichter und Politiker                                          | 55    |       |
| 9. Juli  | Johann Franz von Kopp              | preußischer Generalmajor                                                         | 73    |       |
| 12. Juli | William B. Hartwell                | US-amerikanischer Zahlmeister der US Navy und Politiker                          | 34    |       |
| 12. Juli | Dolley Madison                     | US-amerikanische First Lady                                                      | 81    |       |
| 14. Juli | François Prume                     | belgischer Violinist und Komponist                                               | 33    |       |
| 15. Juli | Christian Ernst Neeff              | deutscher Mediziner und Naturforscher                                            | 66    |       |
| 17. Juli | Wilhelm Herrlinger                 | deutscher Gutsbesitzer und Politiker                                             | 40    |       |
| 17. Juli | Alojz Ipavec                       | slowenischer Komponist                                                           | 34    |       |
| 18. Juli | Jonathan Bätz                      | niederländischer Orgelbauer                                                      | 62    |       |
| 19. Juli | Harmanus Bleecker                  | US-amerikanischer Jurist und Politiker                                           | 69    |       |
| 19. Juli | George Tibbits                     | amerikanischer Geschäftsmann und Politiker                                       | 86    |       |
| 20. Juli | Thomas Henry                       | US-amerikanischer Politiker                                                      |       |       |
| 20. Juli | Moritz Thieme                      | deutscher Autor, Erzähler und Buchhändler                                        | 50    |       |
| 22. Juli | Gotthard August von Löwis of Menar | Kreistagsabgeordneter, Gerichtspräsident                                         | 48    |       |
| 23. Juli | Gottlieb Jakob Kuhn                | Schweizer Pfarrer und Volksliederdichter                                         | 73    |       |
| 24. Juli | Alexander Macco                    | deutscher Historien- und Porträtmaler                                            | 82    |       |
| 25. Juli | Antonio Elia                       | italienischer Freiheitskämpfer während des Risorgimento                          | 45    |       |
| 25. Juli | Joseph Hesse von Hessenthal        | preußischer Generalmajor                                                         | 64    |       |
| 25. Juli | James Kenney                       | englischer Dramatiker                                                            |       |       |
| 25. Juli | Karl Josef Raabe                   | deutscher Maler, Ingenieuroffizier und Geograf                                   |       |       |
| 26. Juli | Anton Schosser                     | oberösterreichischer Heimatdichter und Mundartautor                              | 48    |       |
| 27. Juli | Charlotte von Ahlefeld             | deutsche Schriftstellerin                                                        | 71    |       |
| 28. Juli | Karl Albert                        | König von Sardinien und Herzog von Savoyen                                       | 50    |       |
| 28. Juli | Gabriel Jean Joseph Molitor        | französischer General, Marschall und Pair von Frankreich                         | 79    |       |
| 28. Juli | Cornelius Warren                   | US-amerikanischer Jurist und Politiker                                           | 59    |       |
| 29. Juli | Franz Alexander Heber              | tschechischer Kaufmann und Burgenforscher                                        | 34    |       |
| 29. Juli | John J. Morgan                     | US-amerikanischer Politiker                                                      |       |       |
| 30. Juli | Joshua Mathiot                     | US-amerikanischer Politiker                                                      | 49    |       |
| 30. Juli | Carl Ludwig Nietzsche              | deutscher protestantischer Pfarrer und Vater des Philosophen Friedrich Nietzsche | 35    |       |
| 30. Juli | Jacob Perkins                      | US-amerikanischer Maschinenbauer und Erfinder                                    | 83    |       |
| 31. Juli | Maximilian Dortu                   | deutscher Revolutionär                                                           | 23    |       |
| 31. Juli | Sándor Petőfi                      | ungarischer Nationaldichter                                                      | 26    |       |

## August
| Tag        | Name                                     | Beruf, bekannt als                                                                  | Alter | Beleg |
| ---------- | ---------------------------------------- | ----------------------------------------------------------------------------------- | ----- | ----- |
| 2. August  | Stephen Longfellow                       | US-amerikanischer Politiker                                                         | 74    |       |
| 2. August  | Muhammad Ali Pascha                      | Wali von Ägypten                                                                    |       |       |
| 3. August  | Constance Marie Charpentier              | französische Malerin des Klassizismus                                               | 82    |       |
| 3. August  | John Mitchell                            | US-amerikanischer Politiker                                                         | 68    |       |
| 4. August  | Anita Garibaldi                          | in Italien eingebürgerte brasilianische Revolutionärin                              | 27    |       |
| 4. August  | Philipp Heinrich Friedrich Hänsel        | deutscher Jurist, Vorsitzender des Leipziger Handelsgerichts                        | 70    |       |
| 6. August  | Henriette Eberwein                       | deutsche Opernsängerin (Sopran) und Gesangspädagogin                                | 58    |       |
| 7. August  | Ernst Elsenhans                          | badischer Revolutionär                                                              | 33    |       |
| 7. August  | Franz Ludwig Hürner                      | Schweizer Politiker und Richter                                                     | 71    |       |
| 7. August  | Johann Anton Rudolph Janssen             | deutscher Geistlicher, Philosoph und Schriftsteller                                 | 82    |       |
| 7. August  | Franz Anton Lentze                       | deutscher frühindustrieller Unternehmer                                             | 72    |       |
| 9. August  | Ernst von Biedenfeld                     | badischer Offizier und Kommandant in der Revolutionsarmee                           | 56    |       |
| 9. August  | Friedrich Neff                           | deutscher Revolutionär                                                              | 28    |       |
| 9. August  | Nikolaus Valdenaire                      | französischer Soldat, Gutsbesitzer, Abgeordneter, Revolutionär                      | 77    |       |
| 10. August | Angelo Brunetti                          | italienischer Nationalist und Revolutionär                                          |       |       |
| 11. August | Konrad Heilig                            | badischer Revolutionär und Freiheitskämpfer                                         | 31    |       |
| 11. August | Gustav Tiedemann                         | Revolutionär                                                                        | 41    |       |
| 12. August | Peter Ludwig von Donatz                  | Schweizer Offizier und Oberbefehlshaber der eidgenössischen Truppen                 | 66    |       |
| 12. August | Albert Gallatin                          | US-amerikanischer Politiker, Ethnologe, Linguist und Diplomat                       | 88    |       |
| 12. August | Johann Georg Spangenberg                 | Generalstabsarzt der hannoverschen Armee                                            | 63    |       |
| 13. August | Karl Christian Ernst von Bentzel-Sternau | deutscher Staatsmann, Herausgeber und Schriftsteller                                | 82    |       |
| 13. August | Carl August Ehrenberg                    | deutscher Botaniker und Pflanzensammler                                             | 47    |       |
| 13. August | Friedrich Wilhelm Hitzig                 | deutscher evangelischer Pfarrer und Dekan, Mitglied der Badischen Ständeversammlung | 81    |       |
| 14. August | Wilhelm Adolph von Trützschler           | deutscher Politiker und Demokrat; Mitglied der Frankfurter Nationalversammlung, MdL | 31    |       |
| 18. August | Carl Jättnig                             | deutscher Kupferstecher                                                             |       |       |
| 19. August | Franz Anton Kerl                         | böhmischer Handelsmann und Löffelfabrikant                                          | 79    |       |
| 20. August | Gottlieb Heinrich Dietz                  | deutscher Revolutionär                                                              | 26    |       |
| 20. August | John Ely                                 | US-amerikanischer Arzt und Politiker                                                | 74    |       |
| 20. August | Wendelin Moosbrugger                     | deutscher Maler                                                                     | 88    |       |
| 21. August | Moritz Daffinger                         | österreichischer Miniaturenmaler und Bildhauer                                      | 59    |       |
| 21. August | Gebhard Kromer                           | deutscher Revolutionär                                                              | 28    |       |
| 21. August | John Rubens Smith                        | britisch-amerikanischer Maler, Grafiker und Kunstlehrer                             | 74    |       |
| 22. August | Joseph von Thoma                         | deutscher Forstbeamter                                                              | 82    |       |
| 23. August | Adam Huntsman                            | US-amerikanischer Politiker                                                         | 63    |       |
| 23. August | Heinrich Wilhelm Stieglitz               | deutscher Lyriker                                                                   | 48    |       |
| 25. August | Charles François Deponthon               | französischer General                                                               | 71    |       |
| 25. August | Adele Schopenhauer                       | deutsche Schriftstellerin und Scherenschnittkünstlerin                              | 52    |       |
| 25. August | Adalbert Suchy                           | tschechischer Miniaturmaler                                                         |       |       |
| 26. August | Marianne Auernhammer                     | österreichische Sängerin, Pianistin und Komponistin                                 | 62    |       |
| 26. August | Charles-Louis Guéhéneuc                  | französischer Generalleutnant der Infanterie                                        | 66    |       |
| 26. August | Jacques Féréol Mazas                     | französischer Violinist und Violinpädagoge                                          | 66    |       |
| 26. August | Ephraim Meyer                            | deutscher Geldwechsler und Bankier                                                  | 69    |       |
| 26. August | Karl Gottfried Nadler                    | deutscher Jurist, Pfälzer Mundartdichter                                            | 40    |       |
| 27. August | Dominic Barberi                          | italienischer Missionar                                                             | 57    |       |
| 27. August | Austin Eli Wing                          | US-amerikanischer Politiker                                                         | 57    |       |
| 28. August | Carl Johan Hartman                       | schwedischer Arzt und Botaniker                                                     | 59    |       |
| 28. August | Elizabeth Medora Leigh                   | britische Abenteuerin und vermutlich uneheliche Tochter des Dichters Lord Byron     | 35    |       |
| 28. August | Johannes Stadler                         | Schweizer Jurist und Politiker                                                      | 52    |       |
| 29. August | Aimée-Zoë de Mirbel                      | französische Miniaturmalerin                                                        | 53    |       |
| 30. August | Johann Friedrich von Handel              | preußischer Verwaltungsjurist und Abgeordneter                                      | 80    |       |
| 31. August | Carl von Kürsinger                       | österreichischer Pfleger und Politiker                                              | 52    |       |

## September
| Tag           | Name                                                    | Beruf, bekannt als                                                                              | Alter | Beleg |
| ------------- | ------------------------------------------------------- | ----------------------------------------------------------------------------------------------- | ----- | ----- |
| 1. September  | Carl Düberg                                             | deutscher Maler und Lithograph                                                                  | 48    |       |
| 1. September  | Karl August von Luxburg                                 | Theaterintendant in Mannheim                                                                    | 67    |       |
| 1. September  | Pawel Wassiljewitsch Tschitschagow                      | russischer Admiral                                                                              | 82    |       |
| 2. September  | Amos Lane                                               | US-amerikanischer Politiker                                                                     | 71    |       |
| 3. September  | Ernst von Feuchtersleben                                | österreichischer Popularphilosoph, Arzt, Lyriker und Essayist                                   | 43    |       |
| 3. September  | Gottfried Kirberg                                       | deutscher Wollhändler und Politiker                                                             | 56    |       |
| 3. September  | Frederik Diderik Sechmann Fleischer                     | norwegischer Kaufmann und Inspektor in Grönland                                                 | 66    |       |
| 4. September  | Karl Ferdinand Becker                                   | deutscher Sprachforscher                                                                        | 74    |       |
| 4. September  | Johann Carl Ludwig Schmid                               | deutscher Architekt und preußischer Baubeamter                                                  | 68    |       |
| 5. September  | Samuel Bunch                                            | US-amerikanischer Politiker                                                                     | 62    |       |
| 5. September  | Johannes von Werner                                     | württembergischer Landtagsabgeordneter                                                          | 66    |       |
| 6. September  | Andreas Joseph Hofmann                                  | deutscher Philosoph und Revolutionär                                                            | 97    |       |
| 7. September  | Mariano Paredes y Arrillaga                             | mexikanischer Militär und dreimaliger Präsident von Mexiko                                      | 52    |       |
| 7. September  | Friedrich Karl von Prittwitz                            | russischer Generalmajor                                                                         | 50    |       |
| 7. September  | Richard Sass                                            | englischer Landschaftsmaler und Zeichenlehrer der Königsfamilie                                 |       |       |
| 7. September  | Johann Karl Heinrich von Zobel                          | deutscher lutherischer Theologe und Ehrenbürger von Borna                                       | 76    |       |
| 8. September  | Walter Folger                                           | US-amerikanischer Politiker                                                                     | 84    |       |
| 8. September  | Andreas Gottschalk                                      | deutscher Arzt                                                                                  | 34    |       |
| 8. September  | Alexander Newman                                        | US-amerikanischer Politiker                                                                     | 44    |       |
| 9. September  | Friedrich Osten                                         | deutscher Maler, Bauhistoriker, Architekt und Hochschullehrer, Vordenker des Rundbogenstils     | 33    |       |
| 9. September  | Michael Pawlowitsch Romanow                             | Mitglied Haus Romanow-Holstein-Gottorp                                                          | 51    |       |
| 9. September  | Georg von Rukavina                                      | altösterreichischer General                                                                     | 72    |       |
| 10. September | Ignaz Ludwig Paul von Lederer                           | k. k. Feldmarschall                                                                             | 80    |       |
| 11. September | John D. Cummins                                         | US-amerikanischer Politiker                                                                     |       |       |
| 11. September | Franz Anton Niedermayr                                  | deutscher Lithograf                                                                             | 71    |       |
| 12. September | Georg Ernst Ludwig von Preuschen von und zu Liebenstein | deutscher Richter                                                                               | 84    |       |
| 13. September | Jean-Louis Duby                                         | Schweizer evangelischer Geistlicher und Hochschullehrer                                         | 84    |       |
| 13. September | Friedrich August Herbig                                 | deutscher Verlagsbuchhändler                                                                    | 55    |       |
| 14. September | Charles Hamilton, 2. Baronet (of Marlborough House)     | britischer Marineoffizier, Parlamentsabgeordneter und Gouverneur von Helgoland und Newfoundland | 82    |       |
| 16. September | Georg Ludwig König                                      | deutscher Klassischer Philologe                                                                 | 83    |       |
| 16. September | Franz Xaver Zacherl                                     | bayerischer Brauer, Mälzer und Abgeordneter                                                     |       |       |
| 19. September | Jacob Andresen Siemens                                  | Gründer des Seebades Helgoland                                                                  | 54    |       |
| 20. September | Jonathan Hatch Hubbard                                  | US-amerikanischer Politiker                                                                     | 81    |       |
| 21. September | Franz Friedrich Droste                                  | deutscher Jurist und Bremer Senator                                                             | 65    |       |
| 21. September | Manuel de Sarratea                                      | argentinischer Diplomat und Politiker                                                           | 75    |       |
| 23. September | Kondrat Andrejewitsch Lochwizki                         | russischer Verwaltungsbeamter, Architekt, Architekturhistoriker und Archäologe                  | 75    |       |
| 24. September | Johann Carl Friedrich Gildemeister                      | deutscher Jurist und Senator in Bremen                                                          | 69    |       |
| 24. September | Johann Baptist von Paumgartten                          | österreichischer General, Stadt- und Festungskommandant von Prag                                | 77    |       |
| 25. September | Karl Bege                                               | deutscher Jurist und Historiker                                                                 | 81    |       |
| 25. September | Nikitas Stamatelopoulos                                 | griechischer Freiheitskämpfer und Neffe von Theodoros Kolokotronis                              |       |       |
| 25. September | Johann Strauss                                          | österreichischer Komponist und Kapellmeister                                                    | 45    |       |
| 26. September | Charles-Nicolas Baudiot                                 | französischer Cellist und Komponist der Klassik und Frühromantik                                | 76    |       |
| 26. September | Immanuel Israel Hartmann                                | deutscher Verwaltungsjurist im Dienst des Herzogtums bzw. Königreichs Württemberg               | 77    |       |
| 29. September | William L. May                                          | US-amerikanischer Politiker                                                                     |       |       |
| 30. September | Silas H. Jennison                                       | US-amerikanischer Politiker                                                                     | 58    |       |
| September     | August Karl Joseph Corda                                | böhmischer Botaniker                                                                            | 39    |       |

## Oktober
| Tag         | Name                                              | Beruf, bekannt als                                                                    | Alter | Beleg |
| ----------- | ------------------------------------------------- | ------------------------------------------------------------------------------------- | ----- | ----- |
| 2. Oktober  | Jan Jakub Gay                                     | polnischer Architekt                                                                  | 47    |       |
| 2. Oktober  | Börries Wilhelm von Münchhausen                   | hannoverischer Jurist und Gesandter                                                   | 55    |       |
| 3. Oktober  | Johann Philipp Neumann                            | österreichischer Physiker, Bibliothekar und Dichter                                   | 74    |       |
| 4. Oktober  | Andrew Briscoe                                    | US-amerikanischer Händler, Offizier, Politiker, Jurist und Eisenbahnförderer          | 38    |       |
| 4. Oktober  | Hans Voß                                          | deutscher Architekt des Klassizismus                                                  | 66    |       |
| 6. Oktober  | Ludwig Aulich                                     | ungarischer Revolutionsgeneral                                                        |       |       |
| 6. Oktober  | Lajos Batthyány                                   | ungarischer Magnat und Ministerpräsident                                              | 42    |       |
| 6. Oktober  | János Damjanich                                   | ungarischer General im Revolutionskrieg 1848/49                                       |       |       |
| 6. Oktober  | Ernst Kiss von Ittebe und Elemér                  | ungarischer General im Revolutionskrieg 1848/49                                       | 50    |       |
| 7. Oktober  | Edgar Allan Poe                                   | US-amerikanischer Schriftsteller                                                      | 40    |       |
| 9. Oktober  | William Townsend Aiton                            | englischer botanischer Gärtner                                                        | 83    |       |
| 9. Oktober  | Anton Burg                                        | deutscher Ackerbau-Werkzeugmacher und Maschinen-Fabrikant                             | 81    |       |
| 9. Oktober  | Frédéric Frégevize                                | Schweizer Maler                                                                       |       |       |
| 9. Oktober  | August Georg zu Leiningen-Westerburg-Neuleiningen | österreichisch-ungarischer Feldmarschallleutnant, Maria-Theresien-Ritter              | 79    |       |
| 9. Oktober  | John Test                                         | US-amerikanischer Politiker                                                           | 77    |       |
| 10. Oktober | Hendrika Hofhuis                                  | letzte niederländische Person die einer Wasserprobe unterzogen wurde                  | 69    |       |
| 10. Oktober | Leonard White                                     | US-amerikanischer Politiker                                                           | 82    |       |
| 11. Oktober | Valentin Streuber                                 | badischer Revolutionär                                                                |       |       |
| 12. Oktober | Theodor Rausche                                   | württembergischer Kupfer- und Stahlstecher                                            | 42    |       |
| 13. Oktober | Pietro Anderloni                                  | italienischer Kupferstecher                                                           | 65    |       |
| 15. Oktober | Giuseppe Borsato                                  | italienischer Landschaftsmaler                                                        |       |       |
| 15. Oktober | Johanna Hitzelberger                              | deutsche Opernsängerin (Alt)                                                          | 66    |       |
| 16. Oktober | Christian David Alexander von Heermann            | Prälat und Generalsuperintendent von Ludwigsburg und Schwäbisch Hall                  | 72    |       |
| 16. Oktober | Karol d’Abancourt de Franqueville                 | Widerstandskämpfer                                                                    |       |       |
| 16. Oktober | Jakob Joseph Wandt                                | Bischof von Hildesheim                                                                | 69    |       |
| 17. Oktober | Frédéric Chopin                                   | polnischer Komponist und Pianist                                                      | 39    |       |
| 18. Oktober | Christian Märklin                                 | evangelischer Theologe                                                                | 42    |       |
| 18. Oktober | Tobias von Hebborn                                | deutscher Schuhmacher und Original von Bergisch Gladbach                              | 71    |       |
| 21. Oktober | Friedrich August Krässe                           | deutscher Müller und Politiker                                                        | 61    |       |
| 21. Oktober | Friedrich von Müller                              | Staatskanzler des Großherzogtums Sachsen-Weimar-Eisenach und ein enger Freund Goethes | 70    |       |
| 22. Oktober | Gottlob König                                     | deutscher Forstwissenschaftler                                                        | 70    |       |
| 23. Oktober | Franz Brunsvik                                    | ungarischer Adliger, Violoncellist und Theaterunternehmer                             | 72    |       |
| 24. Oktober | John Fullarton                                    | britischer Wirtschaftswissenschaftler                                                 |       |       |
| 24. Oktober | Otto von Gerlach                                  | deutscher Theologe und Pfarrer                                                        | 48    |       |
| 24. Oktober | Zsigmond Perényi                                  | ungarischer Politiker, Revolutionär und Präsident des Magnatenhauses                  |       |       |
| 24. Oktober | José da Gama Carneiro e Sousa                     | portugiesischer Militär und Politiker                                                 | 61    |       |
| 25. Oktober | Benjamin Abbot                                    | US-amerikanischer Pädagoge                                                            | 87    |       |
| 26. Oktober | Egidius Mengelberg                                | deutscher Porträtmaler, Innenarchitekt und Kunstpädagoge                              | 79    |       |
| 27. Oktober | Karl Gok                                          | deutscher Autor und Verwaltungsbeamter                                                | 72    |       |
| 27. Oktober | Bryan Owsley                                      | US-amerikanischer Politiker                                                           | 51    |       |
| 28. Oktober | Johann Dinnendahl                                 | deutscher Konstrukteur zur Zeit der frühen industriellen Revolution                   | 69    |       |
| 28. Oktober | Johann Ernst Hoyos-Sprinzenstein                  | österreichischer Hofbeamter, Großgrundbesitzer und Militär                            | 70    |       |
| 28. Oktober | Georg Philipp Schmidt von Lübeck                  | deutscher Lyriker                                                                     | 83    |       |

## November
| Tag          | Name                                              | Beruf, bekannt als                                                                  | Alter | Beleg |
| ------------ | ------------------------------------------------- | ----------------------------------------------------------------------------------- | ----- | ----- |
| 1. November  | Elizur Goodrich                                   | amerikanischer Jurist und Politiker                                                 | 88    |       |
| 1. November  | Peter Alois Gratz                                 | deutscher katholischer Bibelwissenschaftler                                         | 80    |       |
| 1. November  | Gottfried Wilhelm Völcker                         | deutscher Blumenmaler                                                               | 74    |       |
| 3. November  | John Duncan                                       | schottischer Entdeckungsreisender in Westafrika                                     |       |       |
| 3. November  | Karl Albert von Kamptz                            | deutscher Richter; preußischer Staats- und Justizminister                           | 80    |       |
| 3. November  | Karl Thomas zu Löwenstein-Wertheim-Rosenberg      | deutscher Adliger, Chef des Hauses Löwenstein-Wertheim-Rosenberg                    | 66    |       |
| 4. November  | George Anson                                      | Mitglied des englischen Parlamentes und Kommandeur                                  |       |       |
| 4. November  | Karl Theodor Joseph von Gemmingen                 | großherzoglich würzburgischer Ministerialsekretär und Grundherr in Hoffenheim       | 69    |       |
| 5. November  | Gustav Reinhold                                   | deutscher Maler                                                                     | 51    |       |
| 6. November  | Maximilian Droste zu Vischering                   | deutscher Rittergutsbesitzer und Politiker                                          | 55    |       |
| 6. November  | Andreas Primus                                    | deutscher Wundarzt, Geburtshelfer, fürstlicher Leib- und Gerichtsarzt, sowie Hofrat | 67    |       |
| 7. November  | Christian Rother                                  | preußischer Finanzminister                                                          | 70    |       |
| 8. November  | Albert Friedrich Heinrich David Hollaz            | deutscher evangelischer Theologe                                                    | 38    |       |
| 8. November  | Charles Lyell                                     | schottischer Botaniker und Dante-Übersetzer                                         | 82    |       |
| 9. November  | Friedrich Oom                                     | deutscher Jurist, Bürgermeister und Lokalhistoriker                                 | 56    |       |
| 11. November | Ferdinand Traugott Flinsch                        | deutscher Unternehmer, Papierfabrikant und Papierhändler                            | 57    |       |
| 11. November | Heinrich Hattemer                                 | Sprach- und Literaturwissenschaftler                                                | 40    |       |
| 11. November | Johann Höfelich                                   | österreichischer Drucker und Verleger                                               |       |       |
| 12. November | Friedrich Bopp                                    | deutscher Chemiker, Demokrat und Revolutionär                                       | 24    |       |
| 12. November | Johann Georg Gröber                               | österreichischer Orgelbauer                                                         | 74    |       |
| 12. November | Jakob Pfau                                        | Schweizer Politiker                                                                 | 66    |       |
| 13. November | William Etty                                      | englischer Maler der Romantik, Aktmaler                                             | 62    |       |
| 14. November | Carl Adams                                        | deutscher Mathematiker und Lehrer                                                   | 38    |       |
| 14. November | Alexander zu Hohenlohe-Waldenburg-Schillingsfürst | Titularbischof von Sardika, Abt von St. Michael in Gaborjan                         | 55    |       |
| 14. November | Wilhelm Daniel Joseph Koch                        | deutscher Botaniker                                                                 | 78    |       |
| 15. November | Juan Bautista Carreño                             | venezolanischer Komponist und Organist                                              | 47    |       |
| 16. November | William Arden, 2. Baron Alvanley                  | britischer Militär und Adliger                                                      | 60    |       |
| 17. November | Augustin Steinhäuser                              | Verwaltungsbeamter und Landtagsabgeordneter in den Württembergischen Landständen    | 68    |       |
| 18. November | Matthias Joseph de Noël                           | deutscher Kaufmann, Maler, Kunstsammler und Schriftsteller                          | 66    |       |
| 20. November | Christian Minkus                                  | deutscher Politiker der Deutschen Revolution 1848/49                                |       |       |
| 21. November | François-Marius Granet                            | französischer Maler des Klassizismus                                                | 73    |       |
| 22. November | Karl Rudolf von Glan                              | preußischer Generalmajor, Kommandant der Festung Glatz                              | 81    |       |
| 23. November | Peter Bally                                       | Schweizer Unternehmer                                                               | 66    |       |
| 23. November | Moritz Wilhelm Müller                             | deutscher Mediziner und gilt als Pionier der Homöopathie                            | 65    |       |
| 24. November | Josepha Ursula von Herding                        | deutsche Freifrau                                                                   |       |       |
| 25. November | Juan Arolas                                       | spanischer Dichter                                                                  | 44    |       |
| 26. November | Julius Eduard Hitzig                              | deutscher Schriftsteller und Kammergerichtsrat                                      | 69    |       |
| 26. November | Friedrich Koch                                    | deutscher Pädagoge und Schulrat                                                     |       |       |
| 27. November | Duncan Lamont Clinch                              | US-amerikanischer Offizier und Politiker                                            | 62    |       |
| 27. November | Ruan Yuan                                         | chinesischer Mathematikhistoriker und Staatsbeamter                                 | 85    |       |
| 27. November | Te Rauparaha                                      | Māori-Stammesführer                                                                 |       |       |
| 28. November | Thomas H. Blake                                   | US-amerikanischer Politiker                                                         | 57    |       |
| 30. November | Giovanni Muzi                                     | italienischer römisch-katholischer Geistlicher und Bischof von Città di Castello    | 77    |       |

## Dezember
| Tag          | Name                                     | Beruf, bekannt als                                                          | Alter | Beleg |
| ------------ | ---------------------------------------- | --------------------------------------------------------------------------- | ----- | ----- |
| 1. Dezember  | Ebenezer Elliott                         | englischer Poet                                                             | 68    |       |
| 2. Dezember  | Adelheid von Sachsen-Meiningen           | Prinzessin von Sachsen-Meiningen und durch Heirat Royal Consort von England | 57    |       |
| 2. Dezember  | Isaak Löw Hofmann                        | österreichischer Industrieller                                              | 90    |       |
| 3. Dezember  | William Hunter                           | US-amerikanischer Politiker                                                 | 75    |       |
| 4. Dezember  | Vincenz von Pompei                       | bayerischer Offizier, zuletzt Generalmajor                                  | 86    |       |
| 4. Dezember  | Georg Frederik Ursin                     | dänischer Mathematiker                                                      | 52    |       |
| 5. Dezember  | Johann G. L. W. Ubbelohde                | hannoverscher Oberfinanzrat                                                 | 55    |       |
| 6. Dezember  | August von Quistorp                      | preußischer General                                                         | 63    |       |
| 8. Dezember  | Johann Heinrich Bernhard Dräseke         | evangelischer Theologe, Generalsuperintendent und Bischof                   | 75    |       |
| 8. Dezember  | Fridolin Glarner                         | Schweizer Unternehmer                                                       | 87    |       |
| 9. Dezember  | John Glover                              | englischer Landschaftsmaler                                                 | 82    |       |
| 9. Dezember  | Georg Ludwig Lehnes                      | Archivschreiber, fränkischer Heimatforscher                                 | 50    |       |
| 10. Dezember | Ernst Friedrich Johann Dronke            | deutscher Pädagoge                                                          | 52    |       |
| 10. Dezember | Henry Herbert, 3. Earl of Carnarvon      | britischer Politiker                                                        | 49    |       |
| 10. Dezember | Karl Herloßsohn                          | deutscher Schriftsteller und Enzyklopädist                                  | 45    |       |
| 10. Dezember | Johann Matthias Schultz                  | deutscher Klassischer Philologe                                             | 78    |       |
| 12. Dezember | Marc Isambard Brunel                     | französisch-britischer Ingenieur, Architekt und Erfinder                    | 80    |       |
| 12. Dezember | Robert Ramsey                            | US-amerikanischer Politiker                                                 | 69    |       |
| 13. Dezember | Johann Centurius von Hoffmannsegg        | deutscher Botaniker, Entomologe und Ornithologe                             | 83    |       |
| 14. Dezember | Edward Doubleday                         | britischer Entomologe und Ornithologe                                       | 39    |       |
| 14. Dezember | Conradin Kreutzer                        | deutscher Komponist                                                         | 69    |       |
| 15. Dezember | Julius Brede                             | deutscher Schachkomponist                                                   |       |       |
| 15. Dezember | Ferdinand Karl von Österreich-Este       | Erzherzog von Österreich-Este                                               | 28    |       |
| 15. Dezember | Louis-Benjamin Francoeur                 | französischer Mathematiker                                                  | 76    |       |
| 16. Dezember | Johann Heinrich Fenner von Fenneberg     | deutscher Mediziner                                                         | 74    |       |
| 20. Dezember | William Miller                           | US-amerikanischer baptistischer Prediger, Begründer der Adventisten         | 67    |       |
| 21. Dezember | Ladislaus von Wrbna-Freudenthal          | österreichischer Feldmarschallleutnant                                      | 54    |       |
| 23. Dezember | Johann Wilhelm von Mirbach-Harff         | Mitbegründer der Genossenschaft des Rheinischen Ritterbürtigen Adels        | 65    |       |
| 25. Dezember | Georg Knoop                              | deutscher Violoncellist                                                     | 51    |       |
| 25. Dezember | Ernst Konstantin                         | Landgraf von Hessen-Philippsthal                                            | 78    |       |
| 26. Dezember | William Wright Southgate                 | US-amerikanischer Politiker                                                 | 49    |       |
| 27. Dezember | Jacques-Laurent Agasse                   | Schweizer Maler                                                             | 82    |       |
| 27. Dezember | Jacob Crocheron                          | US-amerikanischer Politiker                                                 | 75    |       |
| 27. Dezember | James Fintan Lalor                       | irischer Journalist und Autor                                               | 42    |       |
| 27. Dezember | Pawel Wassiljewitsch Engelhardt          | russischer Gutsbesitzer und Offizier                                        | 51    |       |
| 27. Dezember | Friedrich von Loë                        | Gutsbesitzer, MdPlt                                                         | 62    |       |
| 28. Dezember | Pietro Bianchi                           | Architekt des Neoklassizismus                                               | 62    |       |
| 28. Dezember | Antoine Chrysostôme Quatremère de Quincy | französischer Kunsthistoriker und Archäologe                                | 94    |       |
| 29. Dezember | Dionisio Aguado                          | spanischer Gitarrist und Komponist                                          | 65    |       |
| 29. Dezember | Philipp Franz von Walther                | deutscher Chirurg, Augenarzt und Hochschullehrer in München                 | 67    |       |
| 31. Dezember | Carl Borromäus Egger                     | deutscher römisch-katholischer Geistlicher und Politiker                    | 77    |       |

## Datum unbekannt
| Tag | Name                                   | Beruf, bekannt als                                                       | Alter | Beleg |
| --- | -------------------------------------- | ------------------------------------------------------------------------ | ----- | ----- |
|     | Benedikt Allgeyer                      | deutscher Orgelbauer                                                     |       |       |
|     | Ugo Bassi                              | italienischer Geistlicher und Nationalist                                |       |       |
|     | Albrecht Reinhard Bernhardi            | deutscher Geologe                                                        |       |       |
|     | Georg Böhning                          | deutscher Uhrmacher und Protagonist                                      |       |       |
|     | Moses Brück                            | jüdischer Theologe                                                       |       |       |
|     | William Bullock                        | englischer Naturwissenschaftler                                          |       |       |
|     | Charles Chaulieu                       | französischer Musikpädagoge und Komponist                                |       |       |
|     | Max Joseph Roemer                      | deutscher Botaniker                                                      |       |       |
|     | Wilhelm Frimann Koren Christie         | norwegischer Jurist und Politiker                                        |       |       |
|     | Wilhelm von Freygang                   | russischer Diplomat und Schriftsteller                                   |       |       |
|     | Ann Gerry                              | Second Lady der Vereinigten Staaten                                      |       |       |
|     | Lobsang Tenpe Gyeltshen                | religiöser Führer des mongolischen Buddhismus, 6. Jebtsundamba Khutukhtu |       |       |
|     | Heinrich Hartung I.                    | deutscher Kunstschreiner                                                 |       |       |
|     | Heonjong                               | koreanischer König                                                       |       |       |
|     | Christian Friedrich Kranich            | Schweizer Dichter und Theologe                                           |       |       |
|     | Archibald McNeill                      | US-amerikanischer Politiker                                              |       |       |
|     | Pleasant Moorman Miller                | US-amerikanischer Politiker                                              |       |       |
|     | Muhammad Hasan an-Nadschafi            | schiitischer Geistlicher (Mardschaʿ-e Taghlid)                           |       |       |
|     | Ernest le Pelley                       | Seigneur von Sark                                                        |       |       |
|     | Pjotr Iwanowitsch Poletika             | russischer Botschafter                                                   |       |       |
|     | Emil Reiniger                          | Arzt, Mediziner und Dichter                                              |       |       |
|     | Jean Baptiste Gaspard Roux de Rochelle | französischer Diplomat und Autor                                         |       |       |
|     | Julius Franz Salzenberg                | deutscher Künstler und Kupferstecher                                     |       |       |
|     | Wilhelmine von Schwertzell             | deutsche Komponistin, Dichterin und Märchensammlerin                     |       |       |
|     | Henry Swearingen                       | US-amerikanischer Politiker (Demokratische Partei)                       |       |       |
|     | Ludwig Völckers                        | oldenburgischer Politiker                                                |       |       |